# Sugmuten"jach
Il Sugmuten"jach (in russo Сугмутенъях?) è un fiume della Russia siberiana occidentale, affluente di sinistra del Bol'šoj Jugan (bacino idrografico dell'Ob'). Scorre nel Surgutskij rajon del Circondario autonomo degli Chanty-Mansi-Jugra.
Il fiume ha origine nella regione del Vasjugan'e dall'omonimo lago in una zona paludosa al confine con l'Oblast' di Tjumen'. Scorre in direzione prevalentemente nord-orientale e gira a nord nel basso corso sfociando nel Bol'šoj Jugan a 670 km dalla foce. La lunghezza del fiume è di 178 km, il bacino imbrifero è di 2 060 km².